# Кампанятико
Кампаня̀тико (на италиански: Campagnatico) е малко градче и община в централна Италия, провинция Гросето, регион Тоскана. Разположено е на 275 m надморска височина. Населението на общината е 2517 души (към 2012 г.).